# Liste der denkmalgeschützten Objekte in Furth an der Triesting
Die Liste der denkmalgeschützten Objekte in Furth an der Triesting enthält die denkmalgeschützten, unbeweglichen Objekte der Gemeinde Furth an der Triesting im niederösterreichischen Bezirk Baden.

## Denkmäler
| Foto |                 | Denkmal                                                                                   | Standort                       | Beschreibung | Metadaten |
| ---- | --------------- | ----------------------------------------------------------------------------------------- | ------------------------------ | --- | --- |
| ja   | Datei hochladen | Pfarrhof HERIS-ID: 66598 Objekt-ID: 79502                                                 | Furth 1 Standort KG: Furth     | Der langgestreckte zweigeschoßige Bau wurde im Jahr 1725 erbaut. Am oberen Geschoß befindet sich eine Sonnenuhr. | BDA-Hist.: Q38113831 Status: § 2a Stand der BDA-Liste: 2025-06-30 Name: Pfarrhof GstNr.: 329                                                                                     |
| ja   | Datei hochladen | Kath. Pfarrkirche hl. Maria Magdalena und Friedhofsmauer HERIS-ID: 66597 Objekt-ID: 79501 | bei Furth 1 Standort KG: Furth | Die Pfarrkirche, die der hl. Magdalena geweiht ist, steht in der Ortsmitte und ist von der ehemaligen Friedhofsmauer umgeben. Sie war im Jahr 1544 eine Filialkirche der Pfarre Pottenstein und wurde 1683 bei der Zweiten Türkenbelagerung zerstört. Von den Minoriten in Pottenstein wurde sie wieder aufgebaut. Im Jahr 1782 wurde Furth eine eigene Pfarre und die Kirche damit Pfarrkirche. | BDA-Hist.: Q38113821 Status: § 2a Stand der BDA-Liste: 2025-06-30 Name: Kath. Pfarrkirche hl. Maria Magdalena und Friedhofsmauer GstNr.: 1661 Pfarrkirche Furth an der Triesting |